# NGC 1272
NGC 1272 ist eine elliptische Galaxie vom Hubble-Typ E1 im Sternbild Perseus am Nordsternhimmel. Sie ist schätzungsweise 175 Millionen Lichtjahre von der Milchstraße entfernt, hat einen Durchmesser von etwa 110.000 Lj und ist Mitglied des Perseus-Haufens Abell 426.
Im selben Himmelsareal befinden sich u. a. die Galaxien NGC 1270, NGC 1273, NGC 1274, NGC 1275.
Das Objekt wurde am 14. Februar 1863 vom deutsch-dänischen Astronomen Heinrich d’Arrest entdeckt.